# Nemotelus vertebratus
Nemotelus vertebratus är en tvåvingeart som beskrevs av James 1974. Nemotelus vertebratus ingår i släktet Nemotelus och familjen vapenflugor. Inga underarter finns listade i Catalogue of Life.